# 班布托足球俱乐部
班布托足球俱乐部（Bamboutos FC） 是位于喀麦隆西方省班布托的职业足球俱乐部，成立于1966年，球队的主体育场为可以容纳12,000的班布托体育场(Stade de Mbouda)。

## 球队荣誉
- 中部非洲足联俱乐部杯: 1次

2004年